# Хиерон I
Хиерон I е тиран на Сиракуза в Сицилия от династията на Диноменидите, управлява през периода 478 —466 пр.н.е.. Разполагайки с огромни средства, Хиерон I започва мащабно строителство в Сиракуза. В неговия двор за известно време живеят известните поети Симонид, Пиндар и Вакхилид, които прославят името му в своите оди.
Хиерон получава властта в Сиракуза по наследство след своя по-възрастен брат – знаменития Гелон. Характерът на Хиерон се различава коренно от този на неговия предшественик. По оценка на неговите съвременници той е сребролюбив и несправедлив. И ако Гелон не се бои да се появява на народните празници без никаква охрана, то Хиерон никога не излиза сред народа без телохранители. Недоверието към гражданите на полиса кара Хиерон да използва свои „агенти“ на всички места, където протичат каквито и да са приятелски събрания или срещи.
Въпреки всичко, неговото управление не е лишено от слава и блясък. Сиракуза продължава да бъде най-богатият и могъщ град в древногръцкия свят. Под властта на града на практика се намира цялата гръцка част на Сицилия. Хиерон преселва жителите на Наксос и Катания в Леонтин, а на освободената земя през 476 пр.н.е. основава нов град – Етна. Към него са насочени 10 000 колонисти. Управител на полиса е синът на Хиерон – Диномен.
През 474 пр.н.е. Хиерон изпраща своя флот на помощ на жителите н Куме. Благодарение на това гърците одържат важна морска победа над етруските. През 472 пр.н.е. Хиерон разбива в ожесточено сражение акрагентския тиран Фрасидей, който е принуден да напусне града, а в Акрагент е възстановено демократичното управление.
Хиерон умира през 466 пр.н.е., предавайки властта на по-младия си брат Тразибул.